# Вилайет Йемен

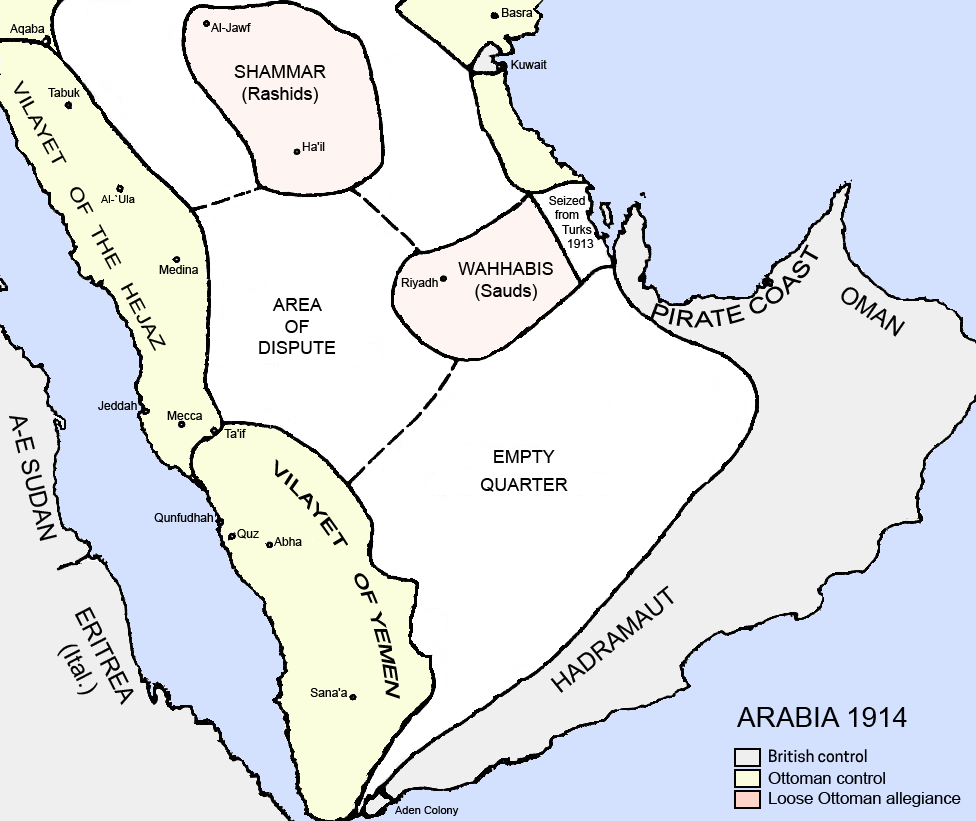
Аравийский полуостров в 1914 году

Вилайет Йемен  (осман. ولايت یمن, Vilâyet-i Yemen‎; тур. Yemen Vilayeti) — административная единица первого уровня (вилайет) Османской империи. В начале XX века он имел площадь в 200 000 км². Население вилайета согласно османской переписи 1885 года составляло 2 500 000 человек, что было больше, чем всё население гораздо более плодородной Османской Месопотамии.
Вилайет был ограничен на севере 20-й параллелью северной широты, на юге — протекторатом Аден, на западе — Красным морем и на востоке — 45-м меридианом восточной долготы. Южная граница была проведена Англо-турецкой пограничной комиссией, действовавшей в 1902-1905 годах, в то время как восточная граница вилайета оставалась неопределённой.
Асир образовал санджак в вилайете Йемене.

## История
После османского завоевания Йемена в 1517 году на его территории был образован эялет Йемен. В ходе административной реформы в Османской империи был создан вилайет Йемен, территория которого по большей части совпадала с бывшим одноимённым эялетом.
В 1830-х годах, воспользовавшись распадом Зейдитского имамата из-за внутренних неурядиц, а впоследствии и модернизацией своего вооружения после Крымской войны, османы двинулись в Северный Йемен, в итоге захватив Сану и сделали её столицей вилайета Йемен в 1872 году. Но даже тогда османское управление в значительной степени было ограничено городами, а зейдитские имамы официально властвовали над Верхним Йеменом.
В том же 1872 году после взятия Саны под твёрдый контроль Ахмед Мухтар-паша объявил о реорганизации администрации вилайета Йемен, разделив его на четыре санджака со столицей вилайета в Сане. Тогда же Асир стал санджаком Йемена.

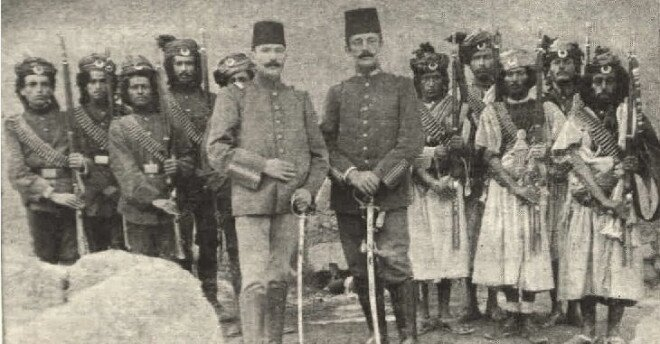
Турецкие офицеры с йеменскими солдатами в 1911 г.

В конце XIX века зейдиты восстали против турок, имам Мухаммад ибн Яхья Хамид-ад-Дин возглавил его. Но бунт был подавлен в ходе карательных операций 1892-1897 годов. После смерти Мухаммада в 1904 году его сын и преемник имам Яхья бен Мухаммед Хамид-ад-Дин поднял новое восстание против турок в 1904-1905 годах и вынудил их пойти на важные уступки зейдитам. Османы согласились прекратить действие гражданского кодекса и восстановить шариат в Йемене.
В 1906 году Идрисиды стали во главе восстания в Асире против османской власти. К 1910 году они контролировали большую часть Асира, но были в итоге побеждены турецкими и хиджазскими военными силами.
Ахмет Иззет-паша заключил договор с имамом Йемена Яхьей в октябре 1911 года, по которому последний был признан временным и духовным главой зейдитов. Ему было дано право назначать чиновников и собирать налоги с зейдитов. Османы же сохранили свою систему власти на территориях Йемена с суннитским большинством населения.
В марте 1914 года англо-турецкий договор определил новые границы между Йеменом и Аденским протекторатом. С началом Первой мировой войны имам Яхья, оставаясь номинально лояльным к османскому султану, пытался одновременно договориться с британцами. С другой стороны Асир примкнул к британцам, как только началась война. Арабское восстание в Хиджазе отрезало Йемен от остальной Османской империи, и имам воспользовался возможностью установить свою власть над всем Йеменом.
Турецкие войска были выведены в 1918 году, и имам Яхья укрепил свой контроль над северным Йеменом, объявив о создании Йеменского Мутаваккилийского королевства.

## Губернаторы
Губернаторы вилайета Йемен:

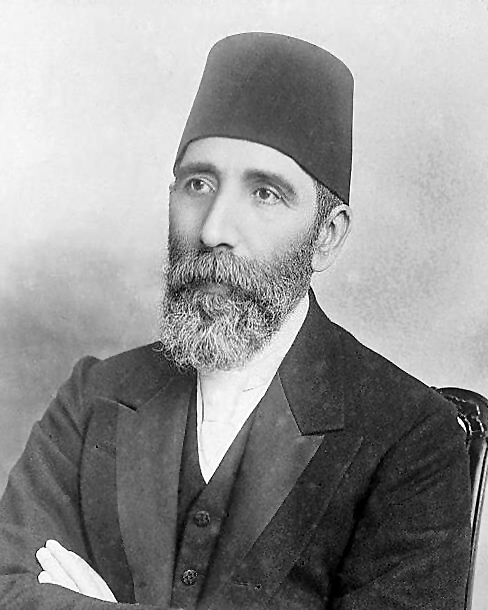
Хусейн Хильми-паша, губернатор вилайета Йемен (1898-1902) и великий визирь Османской империи (1909).

- Катирджиоглу Ахмед Мухтар-паша (сентябрь 1871 — май 1873)
- Ахмед Эюб-паша (май 1873 — апрель 1875)
- Мустафа Асим-паша (апрель 1875 — апрель 1879)
- Ботгориджели Исмаил Хакки-паша (декабрь 1879 — декабрь 1882)
- Мехмед Иззет-паша (декабрь 1882 — декабрь 1884)
- Ахмед Февзи-паша (в 1-й раз) (декабрь 1884 — декабрь 1886)
- Ахмед Азиз-паша (декабрь 1886 — декабрь 1887)
- Топал Осман Нури-паша (декабрь 1887 — июнь 1889)
- Потирикли Осман Нури-паша (июнь 1889 — май 1890)
- Ботгориджели Исмаил Хакки-паша (май 1890 — апрель 1891)
- Хасан Эдип-паша (апрель — декабрь 1891)
- Ахмед Февзи-паша (во 2-й раз) (декабрь 1891 — май 1898)
- Хусейн Хильми-паша (май 1898 — октябрь 1902)
- Черкес Абдуллах Решид-паша (октябрь 1902 — август 1904)
- Бирен Мехмед Тевфик-паша (август 1904 — август 1905)
- Ахмед Февзи-паша (в 3-й раз) (август 1905 — октябрь 1908)
- Хасан Тахсин-паша (октябрь 1908 — январь 1910)
- Камиль-бей (январь — апрель 1910)
- Мехмед Али-паша (апрель 1910 — ноябрь 1911)
- Акдилек Махмуд-паша (ноябрь 1911 — декабрь 1918)

## Административное деление
Санджаки вилайета Йемен на 1876 год:
1. Санджак Сана
2. Санджак Ходейда
3. Санджак Асир
4. Санджак Таиз